# Revolução dos dados sociais
A revolução dos dados sociais é a mudança nos padrões de comunicação humana para o aumento do compartilhamento de informações pessoais e suas implicações relacionadas, possibilitadas pelo surgimento das redes sociais no início dos anos 2000. Esse fenômeno resultou no acúmulo de quantidades sem precedentes de dados públicos .
Essa grande e atualizada fonte de dados tem sido descrita como um novo tipo de instrumento científico para as ciências sociais. Vários pesquisadores independentes usaram dados sociais para descrever o presente e prever tendências como desemprego, surtos de gripe, humor de populações inteiras, gastos com viagens e opiniões políticas de uma maneira mais rápida, mais precisa e mais barata que o padrão relatórios do governo ou pesquisas Gallup .
Os dados sociais referem-se aos dados que os indivíduos criam que são compartilhados de forma consciente e voluntária por eles. O custo e as despesas gerais inviabilizaram anteriormente essa forma semipública de comunicação, mas os avanços na tecnologia de rede social de 2004 a 2010 tornaram possíveis conceitos mais amplos de compartilhamento. Os tipos de dados que os usuários estão compartilhando incluem geolocalização, dados médicos, preferências de namoro, pensamentos abertos, artigos de notícias interessantes, etc.
A revolução dos dados sociais permite não apenas novos modelos de negócios como os da Amazon.com, mas também oferece grandes oportunidades para melhorar a tomada de decisões para políticas públicas e desenvolvimento internacional .
A análise de grandes quantidades de dados sociais leva ao campo da ciência social computacional . Exemplos clássicos incluem o estudo de conteúdo de mídia ou conteúdo de mídia social.